# Vol Condor Flugdienst 3782
Le 2 janvier 1988, un Boeing 737-200 effectuant le vol Condor Flugdienst 3782, un vol charter international assuré par la compagnie aérienne allemande Condor Flugdienst, reliant l'aéroport de Stuttgart, en Allemagne, à l'aéroport Adnan-Menderes, en Turquie, s'est écrasé contre une colline près de Seferihisar, en Turquie, ne laissant aucun survivant parmi les seize passagers et membres d'équipage présents à bord.

## Avion et équipage

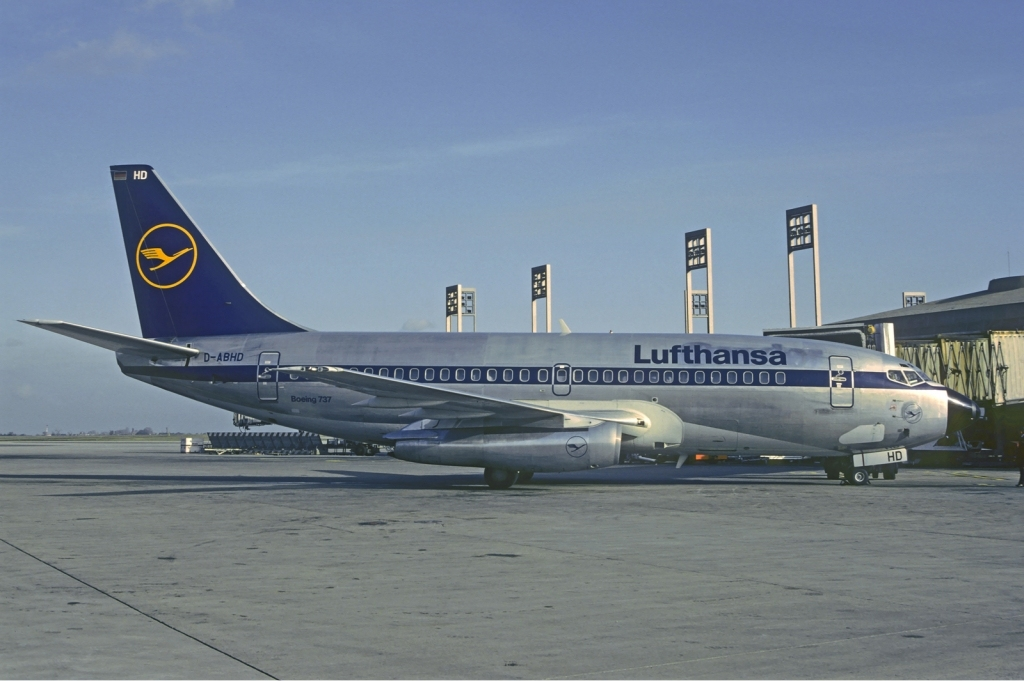
Le 737-200 impliqué dans l'accident, alors qu'il opérait pour Lufthansa, ici en janvier 1983.

L'appareil impliqué est un Boeing 737-230, immatriculé D-ABHD (numéro de vol 22635/774). Il était équipé par deux turboréacteurs Pratt & Whitney JT8D-17A et cumulé 19 334 heures de vol au moment de l'accident.
Son premier vol a eu lieu le 15 juin 1981 et il a été livré en juillet de la même année à Condor (à l'époque filiale de Lufthansa).
Le commandant de bord, Wolfgang Hechler (48 ans), était un ancien pilote de Lockheed F-104 Starfighter au sein de la Luftwaffe. Le copilote sur ce vol était Helmut Zöller (33 ans).

## Accident
Le vol 3782 s'est déroulé sans incident jusqu'à l'approche finale vers Izmir, lorsque l'avion, avec le copilote agissant en tant que pilote en fonction (PF), a été autorisé à effectuer une approche ILS vers la radioborne extérieure (LOC), puis vers la piste 35. 
Les pilotes ont allumé le récepteur ILS de l'appareil après qu'il eut dépassé la balise extérieure, ratant ainsi le virage à effectuer pour cette manœuvre. L'équipage, confus, a ensuite suivi le mauvais faisceau d'alignement de l'ILS, faisant dévier l'avion de la trajectoire d'approche, et a fini par s'écraser sur Dümentepe Hill, une colline située à 19 km de l'aéroport, tuant sur le coup les seize personnes à bord.

## Enquête
Selon les données de l'enregistreur phonique, le commandant Hechler a parlé en permanence au copilote Zöller, même pendant la phase d'approche, et n'a cessé de le critiquer, de le fustiger et de l'insulter, en partie sans faire référence à ses fonctions ou à son travail.
L'enquête a conclu que cet accident s'est produit en raison de l'utilisation incorrecte des systèmes d'aides à la navigation, qui fut attribuée principalement au non-respect des procédures standard de la compagnie aérienne, notamment en ce qui a trait à la coordination de l'équipage durant l'approche et aux procédures de vol aux instruments.